# William Elford Leach
Pour les articles homonymes, voir Leach.
William Elford Leach est un  zoologiste britannique, né le 2 février 1790 à Plymouth et mort le 26 août 1836 près de Tortone (Piémont).

## Biographie
Fils de notaire, William Leach fait ses études à Exeter, notamment d’anatomie et de chimie. Mais il passe son temps à récolter des organismes marins sur les côtes vers Plymouth et le long du Devon. À 17 ans, il commence à étudier la médecine à l’hôpital St Bartholomew de Londres, notamment auprès de John Abernethy (1764-1831), et finit sa formation à l’université d’Édimbourg et à St Andrews. Il obtient son doctorat de médecine en 1812 à Édimbourg mais ne pratiqua jamais.
En 1813, Leach revient à ses premières amours zoologiques et est embauché comme assistant-bibliothécaire au département de zoologie du British Museum. Il organise, de lui-même, les collections, la plupart n’ayant pas été touchées depuis la création du muséum par Sir Hans Sloane (1660-1753). Durant ce temps, il devient conservateur-assistant au département d’histoire naturelle et devient un spécialiste des crustacés et des mollusques. Il travaille également sur les insectes, les mammifères et les oiseaux. Il devient membre, en 1816, de la Royal Society ainsi que de nombreuses autres sociétés savantes.
Leach a formé des noms scientifiques de manière originale : il nomme ainsi vingt-sept espèces différentes d’après le nom son ami John Cranch (1758-1816) décédé durant une expédition en Afrique. En 1818, il nomme neuf genres, comme Anilocra, à partir d'anagrammes de Carolina, le prénom de son épouse.
En 1821, il commence à souffrir d’une dépression nerveuse due à du surmenage, il démissionne du British Museum en mars 1822. Avec sa sœur aînée, il part en Europe pour se reposer et voyage en France, en Italie et en Grèce. Il meurt du choléra au Palazzo San Sebastiano, près de Tortona au nord de Gênes.
Nicholas Aylward Vigors (1785-1840) et Thomas Horsfield (1773-1859) lui dédient l'espèce Dacelo leachii Vigors et Horsfield, 1827.